# The Backslope
The Backslope ist ein Berghang auf Signy Island im Archipel der Südlichen Orkneyinseln. Er liegt unmittelbar südöstlich der Signy-Station an der Factory Cove.
Der Falkland Islands Dependencies Survey nahm zwischen 1947 und 1950 Vermessungen vor. Luftaufnahmen entstanden 1968 durch die Royal Navy. Das UK Antarctic Place-Names Committee benannte ihn 2004 so, weil er, vom Meer aus gesehen, hinter der Signy-Station liegt.